# Thomas Masterman Hardy
Sir Thomas Masterman Hardy (Sir Thomas Masterman Hardy, 1st Baronet Hardy of the Navy) (5. dubna 1769, Kingston Russell, Dorset, Anglie – 20. září 1839, Greenwich, Londýn, Anglie) byl britský admirál, u Royal Navy sloužil od roku 1781. Vynikl jako námořní důstojník ve válkách proti Francii na přelomu 18. a 19. století, patřil k blízkým přátelům a spolupracovníkům admirála Nelsona. Vyznamenal se v bitvě u Trafalgaru, kde byl jako kapitán vlajkové lodi  HMS Victory osobním svědkem Nelsonova úmrtí. Poté byl povýšen do šlechtického stavu (1806), v závěru své kariéry zastával funkci prvního námořního lorda (1830–1834), v roce 1837 dosáhl hodnosti admirála.

## Kariéra

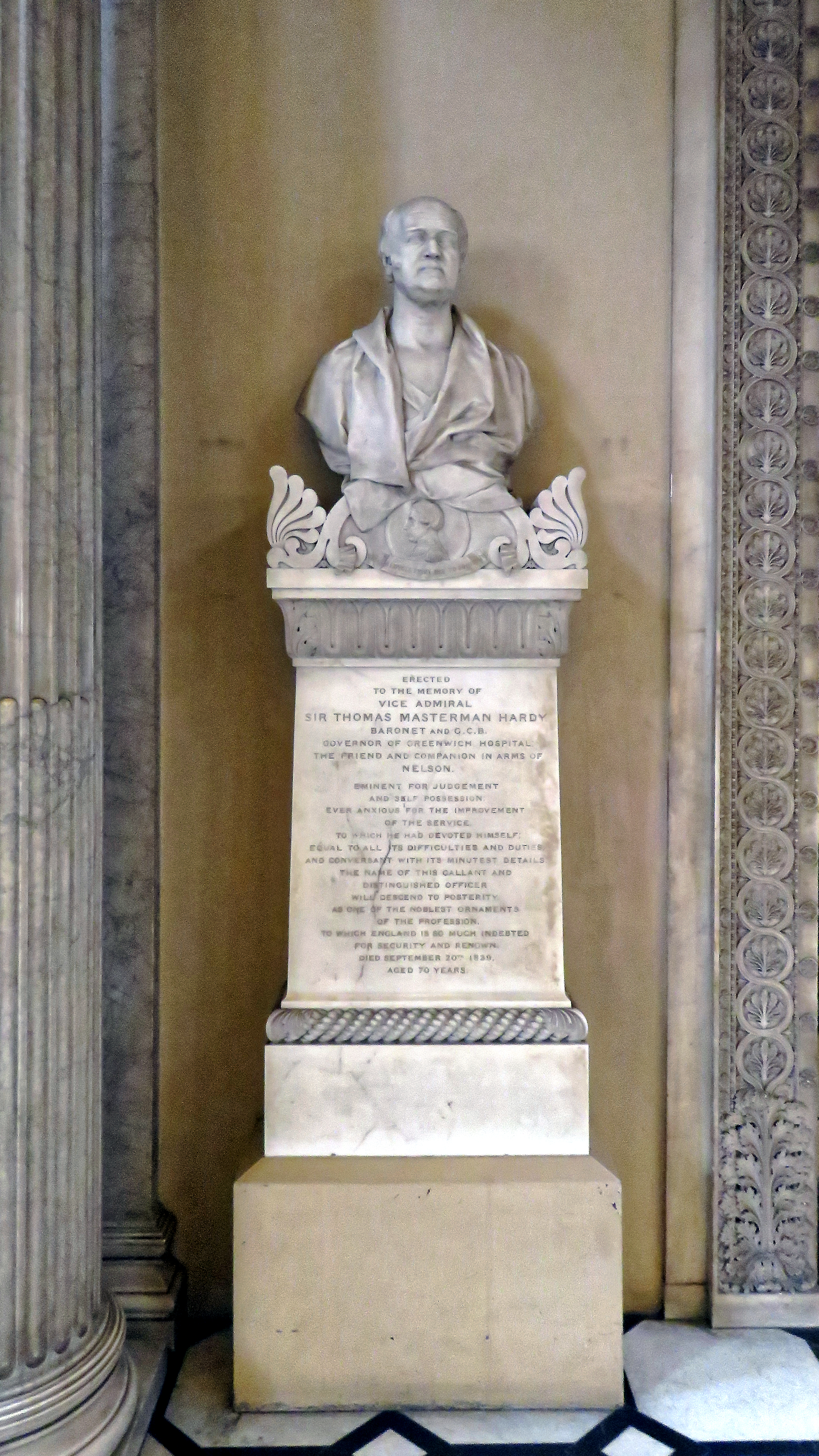
Pomník admirála Hardyho v Greenwichi

Narodil se jako mladší syn Josepha Hardyho, jeho rodištěm byl venkovský zámek Kingston Russell, který patřil rodině Mastermanů, z níž pocházela matka. Do královského námořnictva vstoupil v roce 1781, ale po roce 1782 absolvoval na pevnině středoškolské vzdělání. Znovu u námořnictva sloužil od roku 1790, během francouzských revolučních válek bojoval ve Středomoří a v roce 1796 byl již poručíkem. Zúčastnil se bitvy u mysu sv. Vincenta, v této době již patřil k nejbližším spolupracovníkům admirála Nelsona. V roce 1798 dosáhl hodnosti kapitána, s Nelsonem se zúčastnil tažení do Egypta a bitvy na Nilu. V letech 1799–1800 pobýval v Anglii, poté operoval v Baltském moři, ale kvůli poškozené lodi se nemohl zúčastnit bitvy u Kodaně (1801). S Nelsonem pronásledoval francouzskou flotilu do Karibiku, po návratu do Středomoří vedl blokádu Toulonu. Měl významnou účast na bitvě u Trafalgaru a byl osobně přítomen Nelsonově hrdinské smrti. V lednu 1806 se zúčastnil Nelsonova pohřbu v Londýně a krátce poté byl povýšen na baroneta. Od roku 1806 sloužil v Kanadě, kde se oženil s Anne Berkeley (1786–1877), dcerou svého nadřízeného admirála G. C. Berkeleye. Spolu s tchánem později sloužil u břehů Portugalska a v roce 1811 byl jmenován komodorem portugalského námořnictva. V letech 1812–1814 bojoval ve válce proti USA a po návratu do Anglie získal Řád lázně (1815).
Po napoleonských válkách převzal velení královské jachty HMS Princess Augusta a od roku 1816 byl komodorem. V roce 1819 bránil čest své manželky v souboji s vévodou z Buckinghamu, načež byl odvelen ke břehům jižní Ameriky. Zde působil v letech 1819–1824 a jeho úkolem bylo bránit Španělsku v zasahování do vzniku samostatných republik z bývalých španělských kolonií. V roce 1825 byl povýšen na kontradmirála a vedl přepravu britského vojenského kontingentu do Portugalska (1826). Poté sloužil v Lamanšském průlivu a naposledy byl aktivní na moři v roce 1827. V roce 1830 byl povýšen na viceadmirála a v Greyově vládě zastával funkci prvního námořního lorda (1830–1834), odmítl ale nabídku zúčastnit se voleb do Dolní sněmovny. Svou kariéru zakončil jako guvernér v Greenwichi (1834–1839), v roce 1837 dosáhl hodnosti admirála.

## Rodina

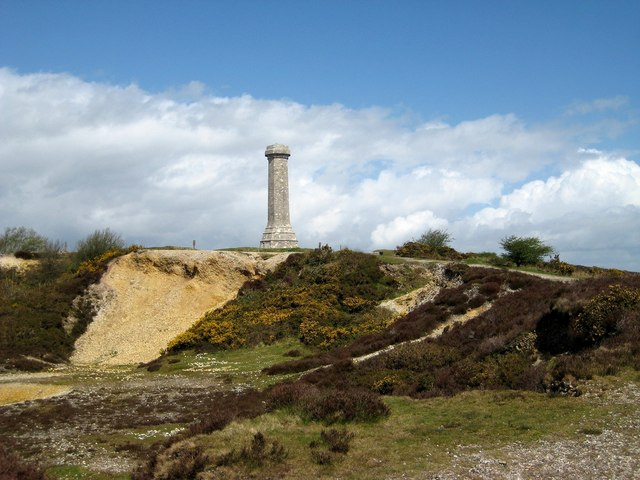
Hardyho památník v Dorsetu (1844)

V Kanadě se v roce 1807 oženil s Anne Berkeley (1786–1877), dcerou admirála Sira Georga Cranfielda Berkeleye (1753–1818). Anne byla neteří kanadského generálního guvernéra 4. vévody z Richmondu a dlouholetého ministra války a kolonií 3. hraběte Bathursta, mimo jiné byla také švagrovou admirála Georga Francise Seymoura. Z jejich manželství pocházely tři dcery, titul baroneta zanikl Thomasovým úmrtím.
Na počest admirála Hardyho byl v roce 1844 postaven 22 metrů vysoký památník na skále Black Down v hrabství Dorset. Místo bylo vybráno rodinou Hardy, aby obelisk mohl sloužit jako orientační bod v námořní dopravě, památník je vidět ze vzdálenosti 100 kilometrů.